# Неблагоприятные метеорологические условия
Неблагоприя́тные метеорологи́ческие усло́вия — состояние воздушной среды или метеорологические условия, способствующие накоплению вредных (загрязняющих) веществ в приземном слое атмосферного воздуха.
В соответствии с Приказом Федеральной службы по надзору в сфере природопользования Министерства природных ресурсов и экологии Российской Федерации от 01.03.2011 № 112 «Об утверждении инструкции по осуществлению государственного контроля за охраной атмосферного воздуха» снижение загрязнения воздушного бассейна в период неблагоприятных метеорологических условий является составной частью воздухоохранной деятельности предприятия, если таковые мероприятия имеются в составе нормативов предельно допустимых выбросов.
Мероприятия по регулированию выбросов для промышленных предприятий разрабатываются как для проектируемого, так и для действующего объекта с учётом специфики конкретных производств. Величина сокращения выбросов определяется спецификой выбросов, особенностью рельефа, застройки и т. д. и должна обеспечивать снижение концентрации загрязняющих веществ в приземном слое атмосферы:
- при первом режиме — на 15 — 20 %;
- при втором режиме — на 20 — 40 %;
- при третьем режиме — на 40 — 60 %, а в некоторых особо опасных условиях предприятиям следует полностью прекратить выбросы.

Степени предупреждений устанавливаются в зависимости от уровня превышения максимально разовых концентраций загрязняющих веществ установленных нормативов. При превышении концентраций загрязняющих веществ 1 ПДК передается предупреждение I степени, при превышении 3 ПДК — II степени. III степень предупреждения передается, когда концентрации загрязняющих веществ превышают 5 ПДК.